# 2008-as szerbiai elnökválasztás
A 2008-as szerbiai elnökválasztás volt az első elnökválasztás Szerbiában Szerbia és Montenegró szétválása óta. Az első fordulót 2008. január 20-án, a másodikat február 3-án rendezték meg.
Az elnökválasztás két legesélyesebb jelöltje a korábbi államfő, Boris Tadić és a radikális párti Tomislav Nikolić volt. Végül szoros versenyben Tadić nyert, ismét ő lett az államfő.
Koszovóban az albánok bojkottálták a szavazást, csak a szerbek által lakott vidékeken tartották meg.

## Jelöltek

Jugoslav Dobričanin Reformista Párt (RS)
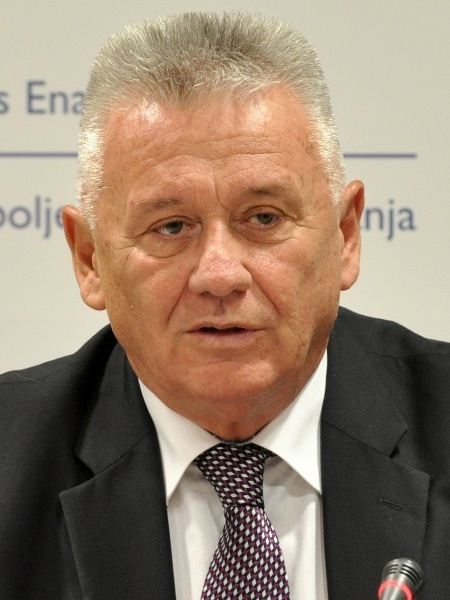
Velimir Ilić Új Szerbia (NS)
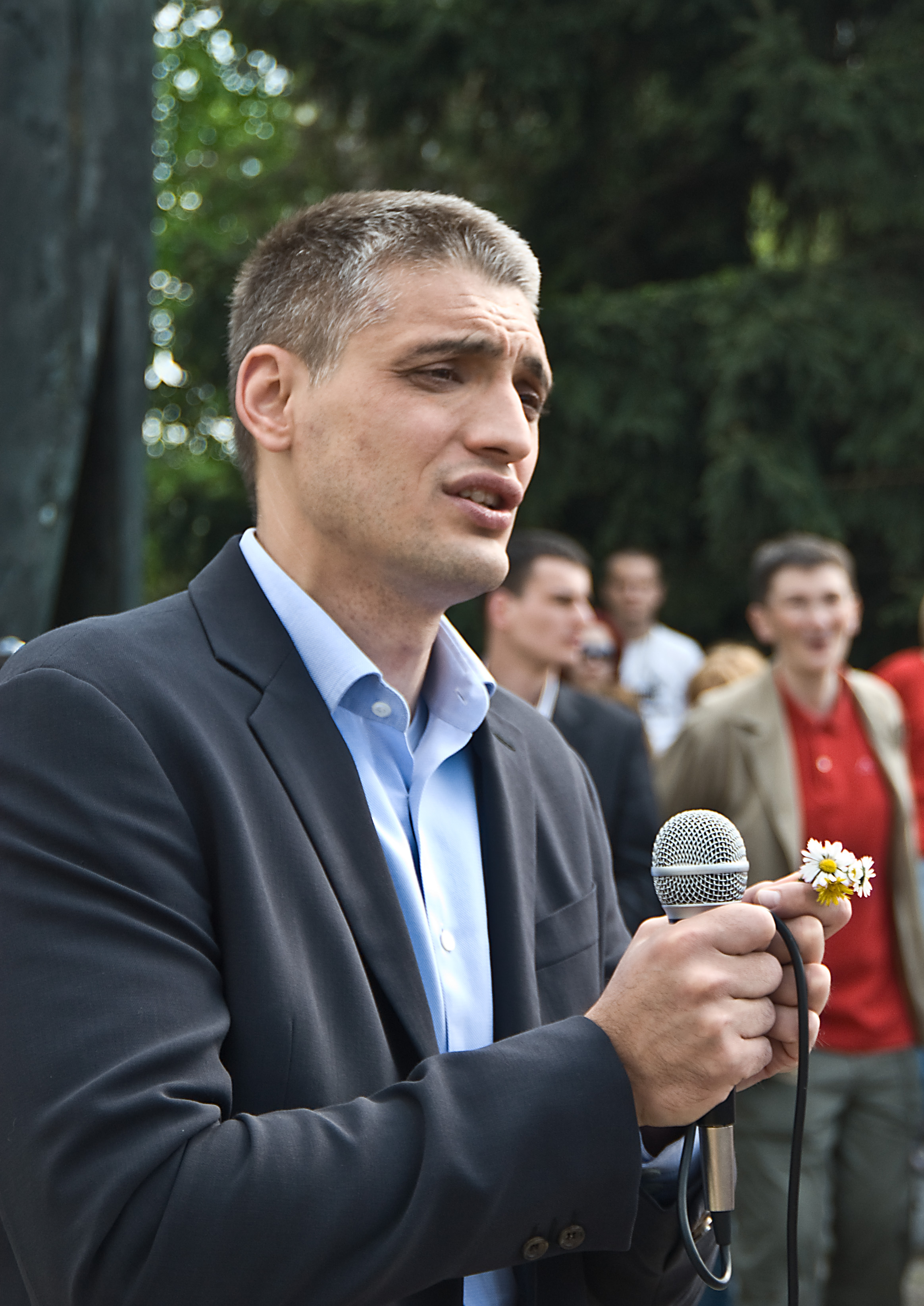
Čedomir Jovanović Liberális Demokrata Párt (LDP)
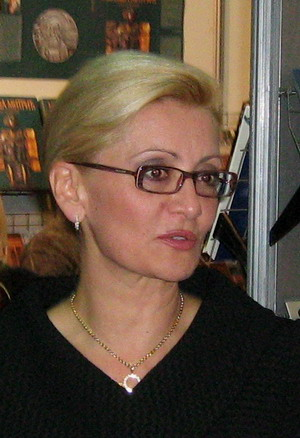
Milanka Karić Szerbia Ereje Mozgalom (PSS)
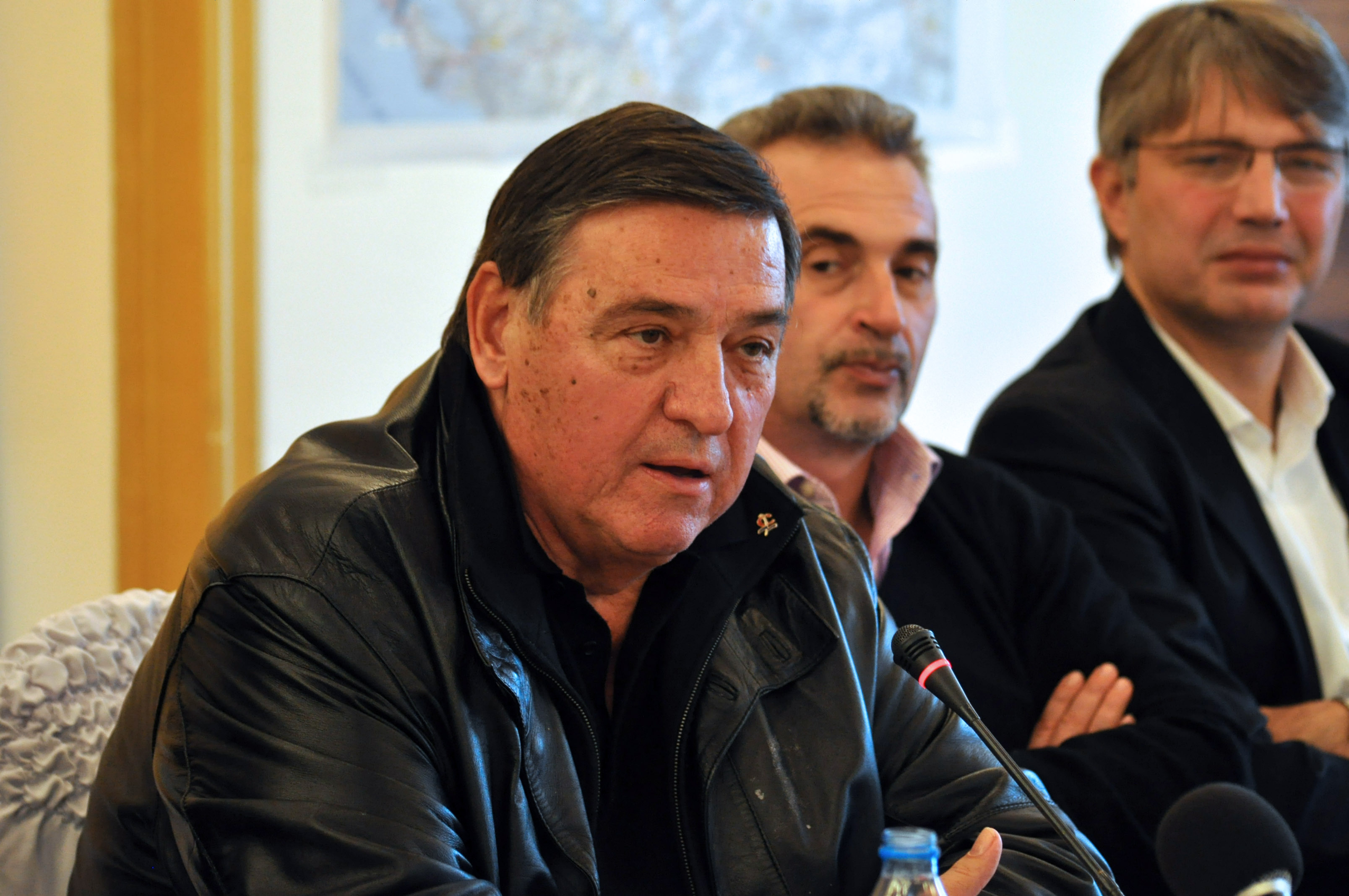
Milutin Mrkonjić Szerbiai Szocialista Párt (SPS)
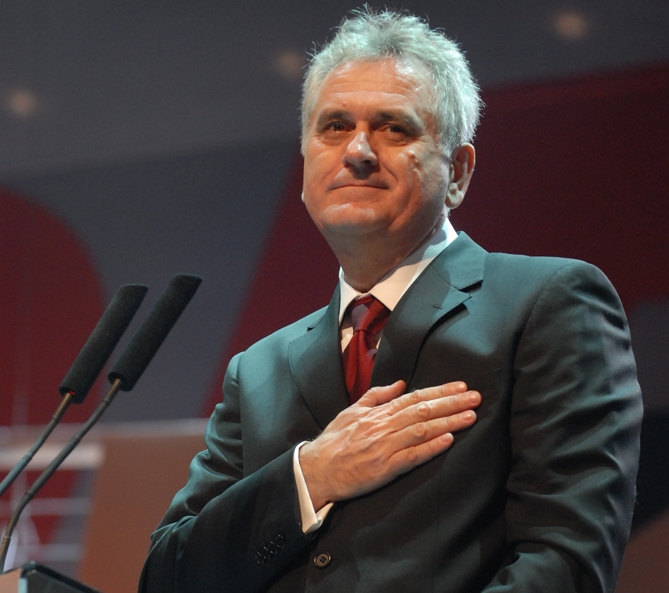
Tomislav Nikolić Szerb Radikális Párt (SRS)
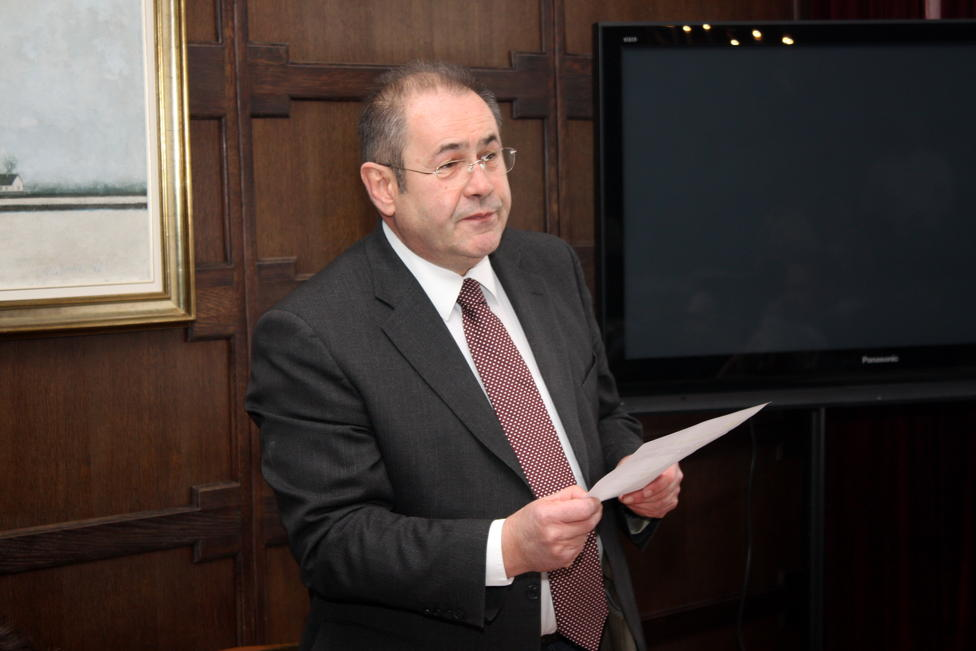
Pásztor István Magyar Koalíció (MK)
Marijan Rističević Népi Parasztpárt (NSS)
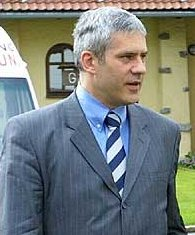
Boris Tadić (korábbi elnök) Demokrata Párt (DS)

## Első forduló

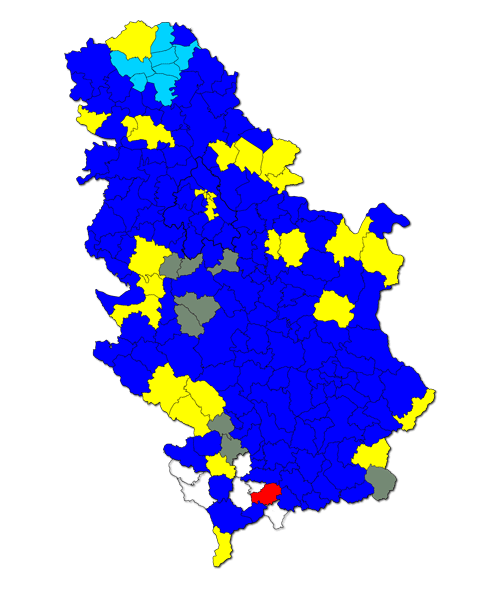
Az első forduló győztese községek (járások) szerint:

A 2008. január 20-ai első fordulóban 8573 szavazóhelyen lehetett szavazni. Az eredmények a következők:
| Szavazásra jogosultak száma | Szavazásra jogosultak száma     | 6 708 697           | 100%                         |
| Leadott szavazatok száma    | Leadott szavazatok száma        | 4 116 844           | 61,38%                       |
| – ebből érvénytelen         | – ebből érvénytelen             | 78 462              | a leadott szavazatok 1,9%-a  |
| – ebből érvényes            | – ebből érvényes                | 4 038 382           | a leadott szavazatok 98,1%-a |
| Jelölt                      | Párt                            | Érvényes szavazatok | Érvényes szavazatok          |
| Jelölt                      | Párt                            | száma               | százalék                     |
| Tomislav Nikolić            | Szerb Radikális Párt (SRS)      | 1 646 172           | 40,76                        |
| Boris Tadić                 | Demokrata Párt (DS)             | 1 457 030           | 36,08                        |
| Velimir Ilić                | Új Szerbia (NS)                 | 305 828             | 7,57                         |
| Milutin Mrkonjić            | Szerbiai Szocialista Párt (SPS) | 245 889             | 6,09                         |
| Čedomir Jovanović           | Liberális Demokrata Párt (LDP)  | 219 689             | 5,44                         |
| Pásztor István              | Magyar Koalíció                 | 93 039              | 2,30                         |
| Milanka Karić               | Szerbia Ereje Mozgalom (PSS)    | 40 332              | 1,00                         |
| Marijan Rističević          | Népi Parasztpárt (NSS)          | 18 500              | 0,46                         |
| Jugoslav Dobričanin         | Reformista Párt (RS)            | 11 894              | 0,29                         |
| Összesen                    | Összesen                        | 4 038 382           | 100                          |

Tomislav Nikolić és Boris Tadić jutott tovább a második fordulóba. 
Pásztor István a remélt 80 000 szavazatnál is többet kapott, vagyis a választók elismerték és támogatták a vajdasági magyar pártok összefogását.

## Második forduló
Tadić a második forduló előtt megszerezte a liberálisok és a magyar kisebbség támogatását, és úgy tűnt, a Vojislav Koštunica vezette Szerbiai Demokrata Párt és az Új Szerbia is valószínűleg őt támogatja majd. A Koszovó elszakadása  miatti össznépi csalódás miatt azonban a radikális nacionalista Nikolić győzelmi esélyei még így is jelentősebbek voltak.
2008 januárjában Szerbia és Oroszország energetikai megállapodást kötött. Az oroszok a Déli Áramlat gázvezetékkel Szerbián és Bulgárián keresztül fognak földgázt szállítani Közép-Európába. A Gazprom leányvállalata, a Gazpromnyeft versenyeztetés nélkül vásárolhatta meg a Szerbiai Kőolaj-feldolgozó Ipar (NIS) többségi részesedését. Az 51 százalékos tulajdonjog megvásárlása mellett az orosz fél vállalta, hogy a bánáti Udvarnokon nagy kapacitású földgáztárolót fog megépíteni. Az ilyen tranzakciók is hozzájárultak ahhoz, hogy Oroszország egyre erősebb befolyással bírjon Szerbia politikájára. Elemzők szerint Vlagyimir Putyin is Tadić-ot szerette volna ismét elnökként látni.
Boris Tadić az első fordulós bizonytalankodás után második fordulós kampányában már egyértelműen Szerbia európai irányultságát támogatta.
Vojislav Koštunica miniszterelnök sokáig habozott, és Tadić támogatását a kormánykoalíciós szerződés felülvizsgálatához, új feltételekkel való elfogadáshoz kötötte, amit az visszautasított. Végül – meglepő módon – az elnökválasztás második fordulója előtt elárulta Tadićot, kormánykoalícióbeli partnerét, amikor kijelentette, hogy nem áll oda egyetlen elnökjelölt mögé sem, s ezzel még jobban nőttek Nikolić esélyei.

## Végeredmény
| Szavazásra jogosultak száma | Szavazásra jogosultak száma | 6 723 762           | 100%                         |
| Leadott szavazatok száma    | Leadott szavazatok száma    | 4 544 304           | 67,6%                        |
| – ebből érvénytelen         | – ebből érvénytelen         | 77 877              | a leadott szavazatok 1,7%-a  |
| – ebből érvényes            | – ebből érvényes            | 4 463 548           | a leadott szavazatok 98,2%-a |
| Jelölt                      | Párt                        | Érvényes szavazatok | Érvényes szavazatok          |
| Jelölt                      | Párt                        | száma               | százalék                     |
| Boris Tadić                 | Demokrata Párt (DS)         | 2 292 650           | 50,57                        |
| Tomislav Nikolić            | Szerb Radikális Párt (SRS)  | 2 178 014           | 47,71                        |
| Összesen                    | Összesen                    | 4 463 548           | 100                          |

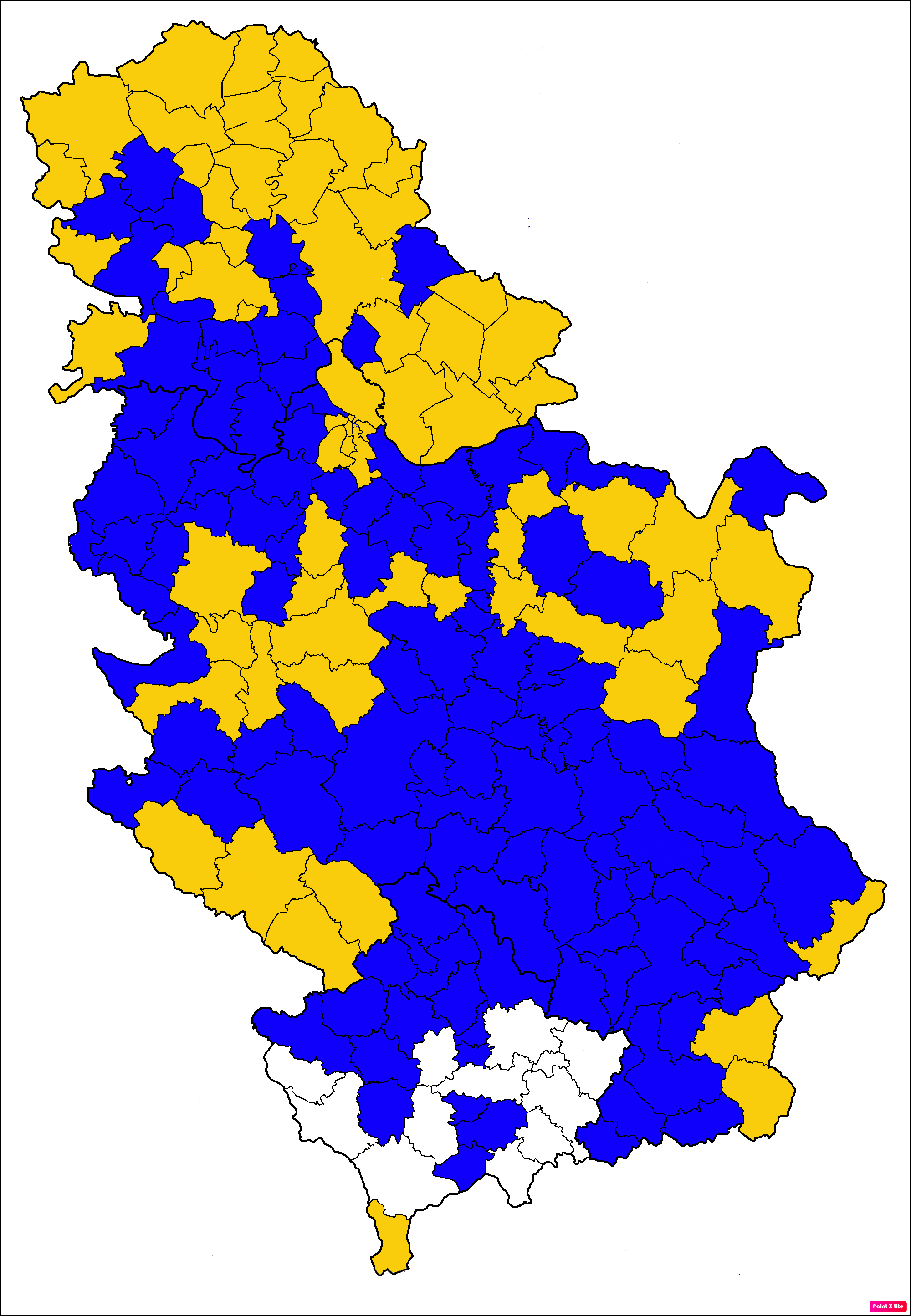
A második forduló győztese községek (járások) szerint:

A szerbiai elnökválasztás eredményei nagy megosztottságot tükröznek: az ország északi része az európai integrációt, a déli a bezárkózást választotta. A radikálispárti Tomislav Nikolić nagyon csalódottan vette tudomásul ez eredményt, mert biztosra vette győzelmét. Tadić és Koštunica között annyira megromlott a viszony, hogy kormányválság felé kezdett sodródni Szerbia. 2008. március 8-án Koštunica le is mondott. Ezután kiírták az előrehozott választásokat. 2008-as szerbiai parlamenti választásokat azonban valószínűleg Nikolić és radikális pártja nyeri majd meg.